# رباط العنسي (النادرة)

تعديل مصدري - تعديل

رباط العنسي محلة تابعة لقرية رباط عمقة، التابعة لعزلة عمقة بمديرية النادرة إحدى مديريات محافظة إب في الجمهورية اليمنية، بلغ تعداد سكانها 37 حسب تعداد اليمن لعام 2004.